# Norwich City Football Club 2024-2025
Questa voce raccoglie le informazioni riguardanti il Norwich City Football Club nelle competizioni ufficiali della stagione 2024-2025.

## Maglie e sponsor
| Casa | Trasferta | Terza divisa |

Sponsor ufficiale: Blakely
Fornitore tecnico: Joma

## Rosa
Rosa aggiornata al 4 dicembre 2024.
| N. |                        | Ruolo | Calciatore              |
| -- | ---------------------- | ----- | ----------------------- |
| 1  | Scozia (bandiera)      | P     | Angus Gunn              |
| 3  | Inghilterra (bandiera) | D     | Jack Stacey             |
| 4  | Irlanda (bandiera)     | D     | Shane Duffy             |
| 5  | Scozia (bandiera)      | D     | Grant Hanley (capitano) |
| 6  | Inghilterra (bandiera) | D     | Callum Doyle            |
| 7  | Spagna (bandiera)      | C     | Borja Sainz             |
| 8  | Inghilterra (bandiera) | C     | Liam Gibbs              |
| 9  | Stati Uniti (bandiera) | A     | Josh Sargent            |
| 10 | Inghilterra (bandiera) | A     | Ashley Barnes           |
| 11 | Danimarca (bandiera)   | A     | Emiliano Marcondes      |
| 12 | Inghilterra (bandiera) | P     | George Long             |
| 14 | Inghilterra (bandiera) | D     | Ben Chrisene            |
| 17 | Croazia (bandiera)     | A     | Ante Crnac              |
| 18 | Ghana (bandiera)       | C     | Forson Amankwah         |
| 19 | Danimarca (bandiera)   | C     | Jakob Sørensen          |

| N. |                        | Ruolo | Calciatore         |
| -- | ---------------------- | ----- | ------------------ |
| 20 | Tunisia (bandiera)     | C     | Anis Ben Slimane   |
| 21 | Galles (bandiera)      | C     | Kaide Gordon       |
| 23 | Scozia (bandiera)      | C     | Kenny McLean       |
| 25 | Cuba (bandiera)        | C     | Onel Hernández     |
| 26 | Cile (bandiera)        | C     | Marcelino Núñez    |
| 29 | Inghilterra (bandiera) | C     | Adam Forshaw       |
| 33 | Panama (bandiera)      | D     | José Córdoba       |
| 35 | Inghilterra (bandiera) | D     | Kellen Fisher      |
| 37 | Scozia (bandiera)      | P     | Archie Mair        |
| 40 | Inghilterra (bandiera) | C     | Brad Hills         |
| 41 | Scozia (bandiera)      | C     | Gabe Forsyth       |
| 42 | Irlanda (bandiera)     | C     | Tony Springett     |
| 45 | Stati Uniti (bandiera) | D     | Jonathan Tomkinson |
| 50 | Inghilterra (bandiera) | D     | Jaden Warner       |